# A Winter Garden: Five Songs for the Season
Live in San Francisco er en EP fra den canadiske singer-songwriter og multiinstrumentalist Loreena McKennitt, der blev udgivet i 1995. Den indeholder fem numre; tre julesange, McKennitts fortolkning af Archibald Lampmans digt "Snow" (også udgivet på To Drive the Cold Winter Away) og den traditionelle engelske folkesang "Seeds of Love."
Alle numrene fra EP'en blev senere udgivet på Loreenas album A Midwinter Night's Dream i 2008.

## Spor
1. "Coventry Carol" – 2:21
2. "God Rest Ye Merry, Gentlemen" – 6:49
3. "Good King Wenceslas" – 3:19
4. "Snow" – 5:04
5. "Seeds of Love" – 4:57

## Hitlister
| Hitliste (1995)  | Højeste placering |
| ---------------- | ----------------- |
| Australia (ARIA) | 93                |